# Рассел-сквер

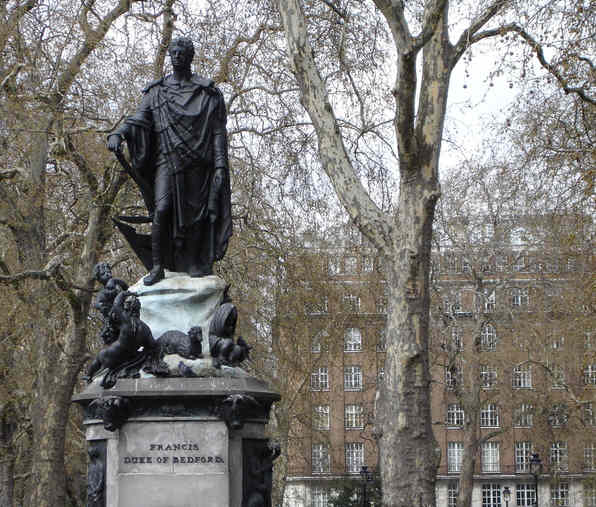
Памятник Фрэнсису Расселу, 5-му герцогу Бедфорду на Рассел-сквер.

Рассел-сквер (англ. Russell Square) — квадратная площадь со сквером в лондонском районе Блумсбери, возникшая на рубеже XVIII и XIX веков по инициативе Фрэнсиса Рассела, 5-го герцога Бедфорда на месте Бедфорд-хауса — столичной резиденции его предков.
На площади в разные годы работали Томас Элиот и Томас Лоуренс, а в местном гранд-отеле (1898 года постройки) сохранился ресторан, оформленный по тому же проекту, что и ресторан на «Титанике». Ещё одна достопримечательность — миниатюрный домик для викторианских кэбменов. В 2002 году сквер был приведён в соответствие с архивным проектом выдающегося ландшафтного дизайнера Хамфри Рептона (1752—1818).
Среди других зелёных площадей Блумсбери площадь Рассела выделяется своими размерами, а также многолюдностью. Квартал между Рассел-сквер и Бедфорд-сквер занимает Британский музей. Добраться до Рассел-сквер позволяет одноимённая станция метро. В целях сохранения общественного порядка ночью доступ на площадь закрыт.